# 吴侑珍
吴侑珍（韓語：오유진，1998年6月11日—），韩国围棋职业九段棋手，2012年入段，共獲得2次女子圍棋世界冠軍、1次亞軍。

## 职业成绩
2013年，与崔精和吴政娥一起为韩国夺得2013年亞洲室內暨武藝運動會圍棋比賽女子团体赛银牌。
2013年在第一届“MLILY梦百合杯”世界围棋公开赛上连胜藤泽里菜和王爽后负于杨梓。
2014年在第二届百灵杯世界围棋公开赛上连胜蔡碧涵、仇丹云和贾罡璐后负于芮迺伟。
2014年、2015年进入第五、六届穹窿山兵圣杯世界女子围棋锦标赛本赛。
2015年在第二届“MLILY梦百合杯”世界围棋公开赛上连胜奥田彩、吴政娥和王祥云后负于於之莹。
2016年在新奥杯世界围棋公开赛上连胜汪慧和於之莹后负于李赫。
2016年在第五届天台山世界女子围棋团体锦标赛上连胜张正平、王晨星和向井千瑛。
入选第5、6届世界女子围棋擂台赛韩国阵容。
参加2016国际智力运动联盟智力运动精英赛。
2016年11月16日，1:0胜王晨星获第7届穹窿山兵圣杯世界女子围棋锦标赛冠军。
2016年12月15日，2:1胜吴政娥获韩国女子国手赛冠军。

## 外部連結
- 韓國棋院「오유진(吳侑珍)」 （页面存档备份，存于）
- 2012年入段報導（页面存档备份，存于）